# Holzbachtal (Rheinland-Pfalz)
Das Naturschutzgebiet Holzbachtal liegt im Westerwaldkreis in Rheinland-Pfalz. Das etwa 45 ha große Gebiet, das im Jahr 1990 unter Naturschutz gestellt wurde, erstreckt sich östlich der Ortsgemeinde Herschbach. Nördlich verläuft die Landesstraße L 292 und westlich die L 305. Das Gebiet wird vom Holzbach durchflossen. Schutzzweck ist die Erhaltung des Feuchtgebietes als Standort seltener in ihrem Bestand bedrohter wildwachsender Pflanzen und Pflanzengesellschaften und als Lebensraum bestandsbedrohter Tierarten.